# Lijst van voetbalinterlands Afghanistan - Bangladesh (vrouwen)
Deze lijst van voetbalinterlands is een overzicht van alle officiële voetbalinterlands tussen de nationale vrouwenteams van Afghanistan en Bangladesh. De landen hebben tot nu toe twee keer tegen elkaar gespeeld. De eerste wedstrijd was op 13 november 2014 in Islamabad tijdens het Zuid-Aziatisch kampioenschap voetbal vrouwen. De laatste confrontatie, ook bij het Zuid-Aziatisch kampioenschap voetbal vrouwen, was op 29 december 2016 in Siliguri.

## Wedstrijden
| № | Plaats    | Datum            | Competitie                                        | Wedstrijd                | Uitslag |
| - | --------- | ---------------- | ------------------------------------------------- | ------------------------ | ------- |
| 1 | Islamabad | 13 november 2014 | Zuid-Aziatisch kampioenschap voetbal vrouwen 2014 | Bangladesh − Afghanistan | 6 − 1   |
| 2 | Siliguri  | 29 december 2016 | Zuid-Aziatisch kampioenschap voetbal vrouwen 2016 | Bangladesh − Afghanistan | 6 − 0   |

## Samenvatting
| Competitie                           | Totaal gespeeld | Winst Afghanistan | Gelijk | Winst Bangladesh | Doelsaldo Afghanistan – Bangladesh |
| ------------------------------------ | --------------- | ----------------- | ------ | ---------------- | ---------------------------------- |
| Zuid-Aziatisch kampioenschap voetbal | 2               | 0                 | 0      | 2                | 1 − 12                             |
| Totaal                               | 2               | 0                 | 0      | 2                | 1 − 12                             |